# 奔跑吧·共同富裕篇
奔跑吧·共同富裕篇（英語：Keep Running）是中國浙江衛視2022年制作的一檔真人实境節目，是《奔跑吧》系列节目的特别季，於2022年11月4日起週五晚黄金档播出。马来西亚Astro双星频道CH307同步播出。節目常驻成员为第十季“兄弟团”原班人马：李晨、Angelababy、郑恺、沙溢、蔡徐坤、周深、白鹿。

## 节目格式
节目固定成员及当期飞行嘉宾，去到不同的城市，依每期節目組所設定的主題进行不同的分组遊戲，并根据游戏中的表现决出胜负。总导演姚译添表示：与《奔跑吧·黄河篇》风格相似，但将区别于常规季，主题也有所创新。

## 节目成员
以下成員為《奔跑吧·共同富裕篇》常驻成员（按照参加奔跑吧系列节目的先后顺序）：
| 姓名       | 参加节目时的年龄 | 備註                                            |
| 李晨       | 43               |                                                 |
| 郑恺       | 36               |                                                 |
| Angelababy | 33               |                                                 |
| 沙溢       | 44               |                                                 |
| 蔡徐坤     | 24               | 因为档期原因缺席第四-八期（参与了第三期前半段） |
| 白鹿       | 28               |                                                 |
| 周深       | 30               | 因为档期原因缺席第五-八期                       |

## 节目列表
由於節目剪輯原因，本季節目共分七輪錄製。第二輪錄製為第二期及第三期上半部分，第三輪錄製分別於第三期下半部分及第四期播出，第七輪錄製分別於第七期下半部分及第八期播出。
| 期数 | 播出日期   | 主題                        | 飞行嘉宾                           | 拍摄地点 | 备注           |
| 1    | 2022-11-04 | 新安江好汉图鉴              | 魏大勋、张佳宁                     | 浙江建德 | [ 6 ]          |
| 2    | 2022-11-11 | 秋日旅行账单                | 孙怡                               | 浙江建德 | [ 7 ]          |
| 3    | 2022-11-18 | 唱首新歌给你听（上）        | 符龙飞、陈卓璇                     | 浙江淳安 | [ 8 ]          |
| 4    | 2022-11-25 | 唱首新歌给你听（下）        | 符龙飞、陈卓璇                     | 浙江淳安 | [ 8 ]          |
| 5    | 2022-12-09 | 小吃游戏之“沙县风云”        | 魏大勋、李一桐、刘些宁、武艺       | 福建三明 | [ 註 1 ] [ 9 ] |
| 6    | 2022-12-16 | 小吃学院之“100位客人的晚餐” | 杨迪、章若楠、唐晓天、庞博         | 福建三明 | [ 註 1 ] [ 9 ] |
| 7    | 2022-12-23 | 山水画中游（上）            | 张彬彬、沈月、乔欣                 | 福建泰宁 | [ 10 ] [ 11 ]  |
| 8    | 2022-12-30 | 山水画中游（下）            | 张彬彬、沈月、乔欣、陈哲远、张予曦 | 福建泰宁 | [ 12 ]         |

1. ↑  因应前中共总书记江泽民逝世，所有的娱乐节目均停播一週

## 节目内容
| 集數            | 主題                        | 最終任務地點                        | 隊伍                                                                            | 隊伍                                                                            | 勝利條件                                                | 結果 | 參考來源 |
| 集數            | 主題                        | 最終任務地點                        | 初始隊伍                                                                        | 最終隊伍                                                                        | 勝利條件                                                | 結果 | 參考來源 |
| 第一期 11月4日  | 新安江好汉图鉴              | 浙江建德 十里埠黄金水岸国际滨水公园 | 绿队 李晨、白鹿、魏大勋 蓝队 Angelababy、蔡徐坤、周深 卡其队 郑恺、沙溢、张佳宁 | 绿队 李晨、白鹿、魏大勋 蓝队 Angelababy、蔡徐坤、周深 卡其队 郑恺、沙溢、张佳宁 | 率先集齐所有好汉卡                                      | 蓝队获胜 率先前往露营区享用美食 其余两队需先清理场内道具方可享用美食 | [ 6 ]    |
| 第二期 11月11日 | 秋日旅行账单                | 浙江淳安 观沚名宿                   | A组 李晨、郑恺、Angelababy、白鹿 B组 沙溢、蔡徐坤、周深、孙怡                   | 李晨、孙怡 Angelababy、白鹿 郑恺、周深 沙溢、蔡徐坤                             | 每一轮游戏获胜赢得奖品 轮盘上不抽中自己从而支付相关费用 | 第一轮A组获胜 获得梅城古镇特色礼包，费用由李晨支付 第二轮郑恺、Angelababy、沙溢、孙怡获胜 胜者享用九姓渔村的九姓九菜，败者享用盒饭，费用由李晨支付 第三轮李晨、孙怡、郑恺、周深获胜 体验之江村热气球项目，费用由郑恺支付                                                          | [ 7 ]    |
| 第三期 11月18日 | 唱首新歌给你听（上）        | 浙江淳安 富文乡中心小学             | 蓝队 李晨、白鹿、周深、陈卓璇 绿队 Angelababy、郑恺、沙溢、符龙飞               | 蓝队 李晨、白鹿、周深、陈卓璇 绿队 Angelababy、郑恺、沙溢、符龙飞               | 改编的歌曲获得更多师生喜爱                              | 绿队获胜 以该队名义向学校捐赠学习用品 | [ 8 ]    |
| 第四期 11月25日 | 唱首新歌给你听（下）        | 浙江淳安 富文乡中心小学             | 蓝队 李晨、白鹿、周深、陈卓璇 绿队 Angelababy、郑恺、沙溢、符龙飞               | 蓝队 李晨、白鹿、周深、陈卓璇 绿队 Angelababy、郑恺、沙溢、符龙飞               | 改编的歌曲获得更多师生喜爱                              | 绿队获胜 以该队名义向学校捐赠学习用品 | [ 8 ]    |
| 第五期 12月9日  | 小吃游戏之“沙县风云”        | 福建三明 沙县小吃文化城             | 蓝队 李晨、沙溢、李一桐 粉队 郑恺、白鹿、刘些宁 黄队 Angelababy、魏大勋、武艺   | 蓝队 李晨、沙溢、李一桐 粉队 郑恺、白鹿、刘些宁 黄队 Angelababy、魏大勋、武艺   | 率先占领同色区域的三家门店                              | 蓝队获胜 获得沙县文创大礼包 | [ 9 ]    |
| 第六期 12月16日 | 小吃学院之“100位客人的晚餐” | 福建三明 沙县小吃文化城             | 紫队 李晨、郑恺、庞博、章若楠 绿队 Angelababy、沙溢、白鹿、杨迪、唐晓天         | 紫队 李晨、郑恺、沙溢、庞博、章若楠 绿队 Angelababy、白鹿、杨迪、唐晓天         | 获得更多的学分                                          | 庞博、Angelababy、杨迪、李晨、沙溢獲勝 获得沙县好礼大礼包 | [ 9 ]    |
| 第七期 12月23日 | 山水画中游（上）            | 福建泰宁 将乐县常口村               | 李晨、沈月 Angelababy、張彬彬 沙溢、喬欣 白鹿、郑恺                             | 李晨、沈月 Angelababy、張彬彬 沙溢、喬欣 白鹿、郑恺                             | 每一轮游戏自己队伍不成为最后一名                        | 第一轮除李晨、沈月外獲勝 胜者乘坐高铁前往泰宁，败者需自驾前往 第二轮Angelababy、張彬彬、沙溢、喬欣獲勝 落败队的白鹿於“插小人”环节暫時遭淘汰，於第二天重新加入並與當天加入的陳哲遠組隊，而鄭愷則繼續行程至第二天與同為當天加入的張予曦組隊 第三轮除沙溢、喬欣外獲勝 败者品尝辣木籽 | [ 11 ]   |
| 第八期 12月30日 | 山水画中游（下）            | 福建泰宁 泰宁影视基地               | 李晨、沈月 郑恺、張予曦 Angelababy、張彬彬 沙溢、喬欣 白鹿、陳哲遠              | 李晨、沈月 郑恺、張予曦 Angelababy、張彬彬 沙溢、喬欣 白鹿、陳哲遠              | 收集更多的画作                                          | 白鹿、陈哲远、沙溢、乔欣、李晨、沈月獲勝 | [ 12 ]   |

## 花絮
因奔跑吧节目录制延期，蔡徐坤和周深与节目录制档期不合而缺席了后面几期的录制，例如最后四期节目录制时，周深在中国文昌航天发射场参加了天宫空间站梦天实验舱发射前的直播宣传，观看了发射过程，并参与了随后的文艺汇演，演唱了歌曲《奔向你》与《征途》。《奔跑吧·共同富裕篇》节目录制收官时，节目组把蔡徐坤和周深也都P进了大合照。

## 收视率及播放量
根据中国视听大数据（CVB），《奔跑吧·共同富裕篇》每期平均收视率0.488%，回看用户规模连续八周蝉联文艺节目第1。在地方卫视晚间时段首播文艺节目中，收视份额1.921%，收视率排名2022年度第八位，连同《奔跑吧 (第十季)》，奔跑吧节目的回看用户规模位于2022年度第一位。
据云合数据，《奔跑吧·共同富裕篇》连续两月（2022年11月、12月）位于全网正片有效播放霸屏榜首位。至12月底，《奔跑吧·共同富裕篇》全网正片有效播放量达到5.6亿，位于2022年度电视综艺有效播放霸屏榜第四位。
2023年上半年播放量1.7亿，位居第八。2023全年累计正片有效播放2.1亿，市占率1.9%，位居2023年榜第14位（奔跑吧系列共有四部位居榜单前20）。

## 奖项
| 年份 | 颁奖机构                                 | 奖项               | 结果 |
| ---- | ---------------------------------------- | ------------------ | ---- |
| 2023 | 酷云2023“未来之路”文娱责任影响力年度盛典 | 时代征程综艺       | 獲獎 |
| 2023 | 酷云2023“未来之路”文娱责任影响力年度盛典 | 卫视组年度台播综艺 | 獲獎 |